# (31877) Davideverett
2000 EX144 (asteroide 31877) é um asteroide da cintura principal. Possui uma excentricidade de 0.16457050 e uma inclinação de 2.29753º.
Este asteroide foi descoberto no dia 3 de março de 2000 por CSS em Catalina.